# Libertów
Libertów is een dorp in de Poolse woiwodschap Klein-Polen. De plaats maakt deel uit van de gemeente Mogilany en telt 1952 inwoners.

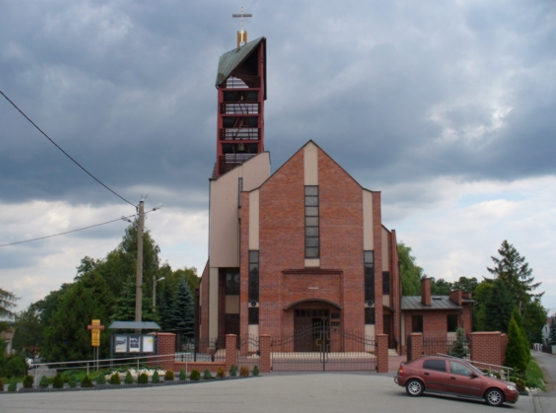
Kerk van de parochie van St. Albert

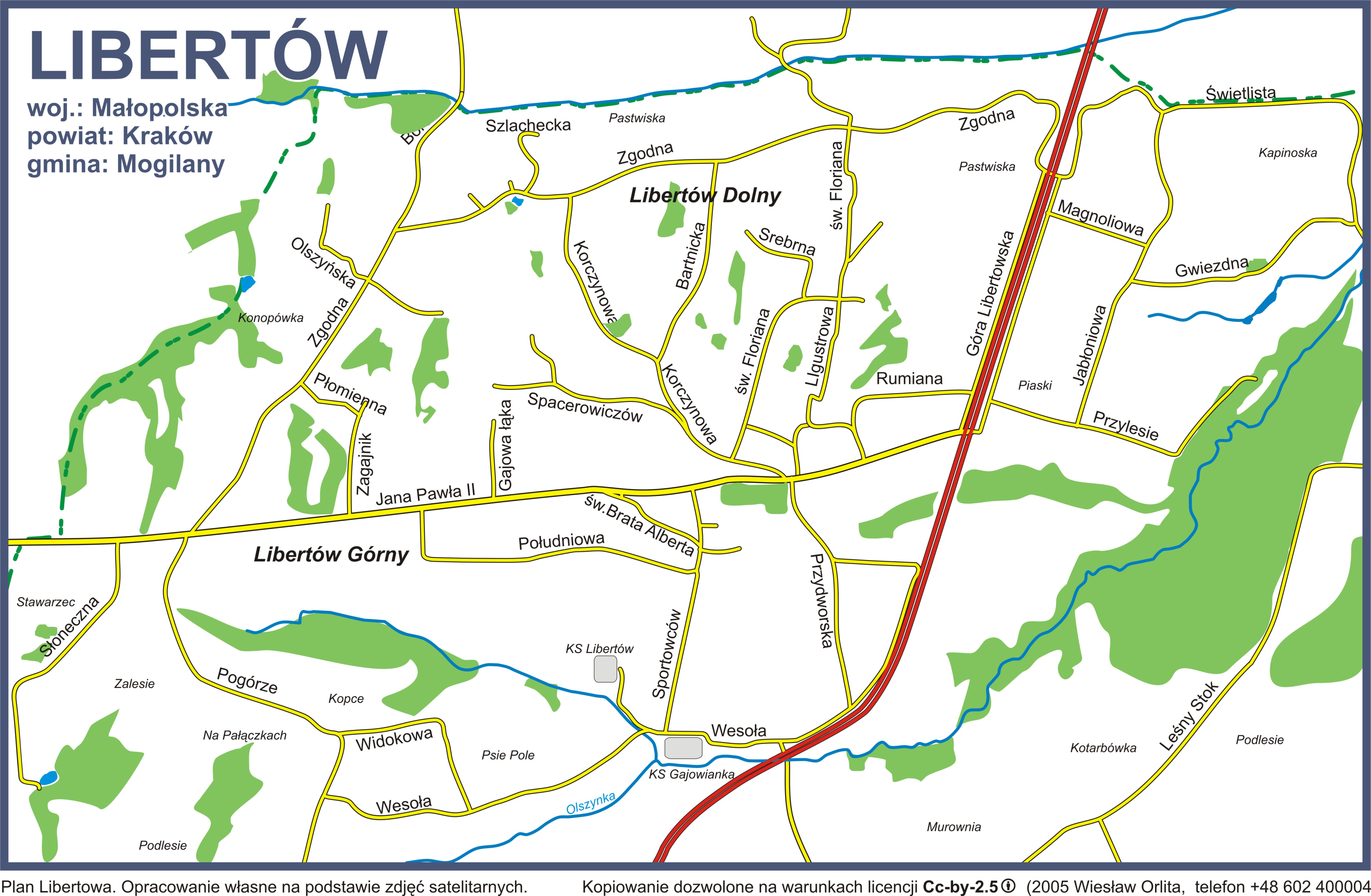
Kaart